# هيلين دي بورتاليس (بحارة أولمبية)

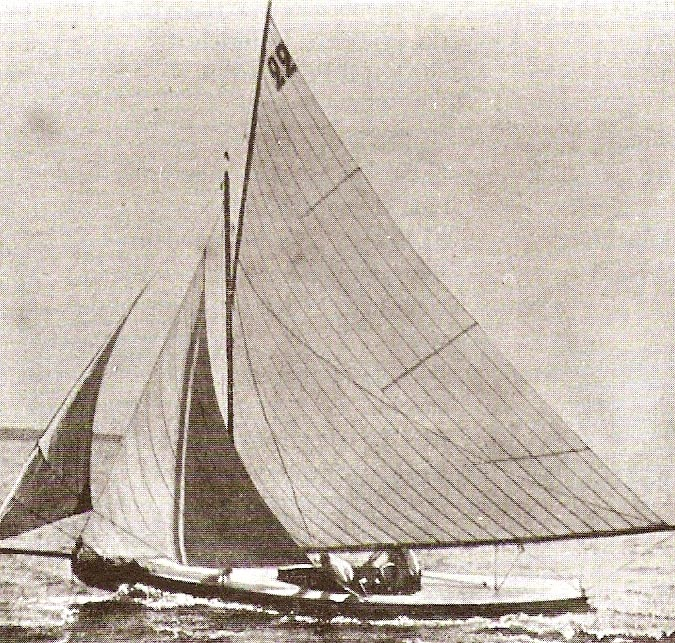
القارب السويسري ليرينا – الألعاب الأولمبية الصيفية عام 1900.

الكونتيسة هيلين دي بورتاليس (المعروف باسم هيلين باربي؛ من مواليد 28 أبريل عام 1868، والمُتوفاة في 2 نوفمبر 1945) هي بحارة سويسرية أمريكية المولد شاركت في الألعاب الأولمبية الصيفية لعام 1900 في باريس ممثلةً سويسرا وأصبحت أول امرأة تفوز بميدالية ذهبية أولمبية.  تعتبر هيلين أيضًا أول امرأة تمثل سويسرا في الألعاب الأولمبية.

## حياتها المبكرة
وُلدت هيلين باربي في 28 أبريل عام 1868 في مدينة نيويورك، وهي ابنة هنري إسحاق باربي وماري (المعروفة باسم لوريلارد) باربي . أجدادها من جهة الأم هما بيير لوريارد الثالث وكاثرين آن (المعروفة باسم جريسوولد) لوريارد. تزوجت أختها إيفا من أندريه بوبارت، بارون دي نيوفليز في عام 1903، وهو الأخ الأكبر لروبرت بونسونبي، كونتيس بيسبورو . كان والدها ممولًا ومديرًا لسكة حديد بوفالو وروتشستر وبيتسبرغ، وابن أخ أدريان جورج إيزلين وابن عم تشارلز أوليفر إيسلين.
ضمت عائلتها عمها بيير لوريلارد الرابع؛ وعمتها كاثرين لوريارد؛ وعمها جورج لينديز لوريارد، الذي تزوج ماري لويز لا فارج ابنة جون لا فارج وأخت كريستوفر جرانت لا فارج، التي أصبحت فيما بعد الكونتيسة دي أجريدا بعد أن تزوجت من الكونت دي أجريدا؛ ولويس لاشر لوريارد، الذي تزوج من كاثرين ليفينغستون بيكمان،  أخت الحاكم روبرت ليفينغستون بيكمان.
نشأت باربي في 17 شارع 38 غرب مدينة نيويورك.

## حياتها المهنية
كانت باربي أحد أفراد طاقم القارب السويسري ليرينا، الذي فاز بالميدالية الذهبية في السباق الأول لفئة 1-2 طن والميدالية الفضية في السباق الثاني لفئة 1-2 طن. وشاركت أيضًا في الفصل المفتوح لكنها لم تكمل. كان زوجها هيرمان، بصفته قائد الدفة، وابن شقيق زوجها برنارد أيضًا من أفراد الطاقم. تعتبر باربي أيضًا واحدة من أوائل النساء اللاتي شاركن في الألعاب الأولمبية، حيث كانت هذه هي المرة الأولى التي يُسمح فيها للنساء بالمنافسة. اشتهرت بعد حصولها على ميداليتها الذهبية، لتصبح أول امرأة تفوز بميدالية ذهبية قبل شارلوت كوبر بشهرين.

## حياتها الشخصية
تزوجت باربي من هيرمان ألكسندر، كونت فون بورتاليس في 25 أبريل 1891، بعد وفاة زوجته الأولى، مارغريت مارسيه. كان هيرمان قائدًا لقوات الحرس في ذلك الوقت.
أصبحت دي بورتاليس زوجة الأب لأبنا زوجها من زواحه الأول؛ الكونت غي دي بورتاليس (1881-1941)، المؤلف، والكونت ريموند بورتاليس (1882-1914)، الملحق بالسفارة الألمانية، الذي تزوج من الكونتيسة لويز ألكسندرا فون بيرنستورف (1888-1888)، ابنة يوهان هاينريش فون بيرنستورف، السفير الألماني لدى الولايات المتحدة في عام 1911. وحضر حفل الزفاف الذي أقيم في واشنطن العاصمة ويليام هوارد تافت، الذي كان رئيسًا للولايات المتحدة آنذاك. بعد وفاة ريموند في عام 1914، تزوجت أرملته لويز ألكسندرا مرة أخرى من الأمير يوهانس بابتيستا أمير لوينشتاين-فيرثايم-روزنبرغ (1880–1956)، الابن الأصغر لتشارلز، أمير لوينشتاين-فيرثايم-روزنبرغ السادس.
توُفيت هيلين دي بورتاليس في 2 نوفمبر 1945 في جنيف.